# 史釗域道

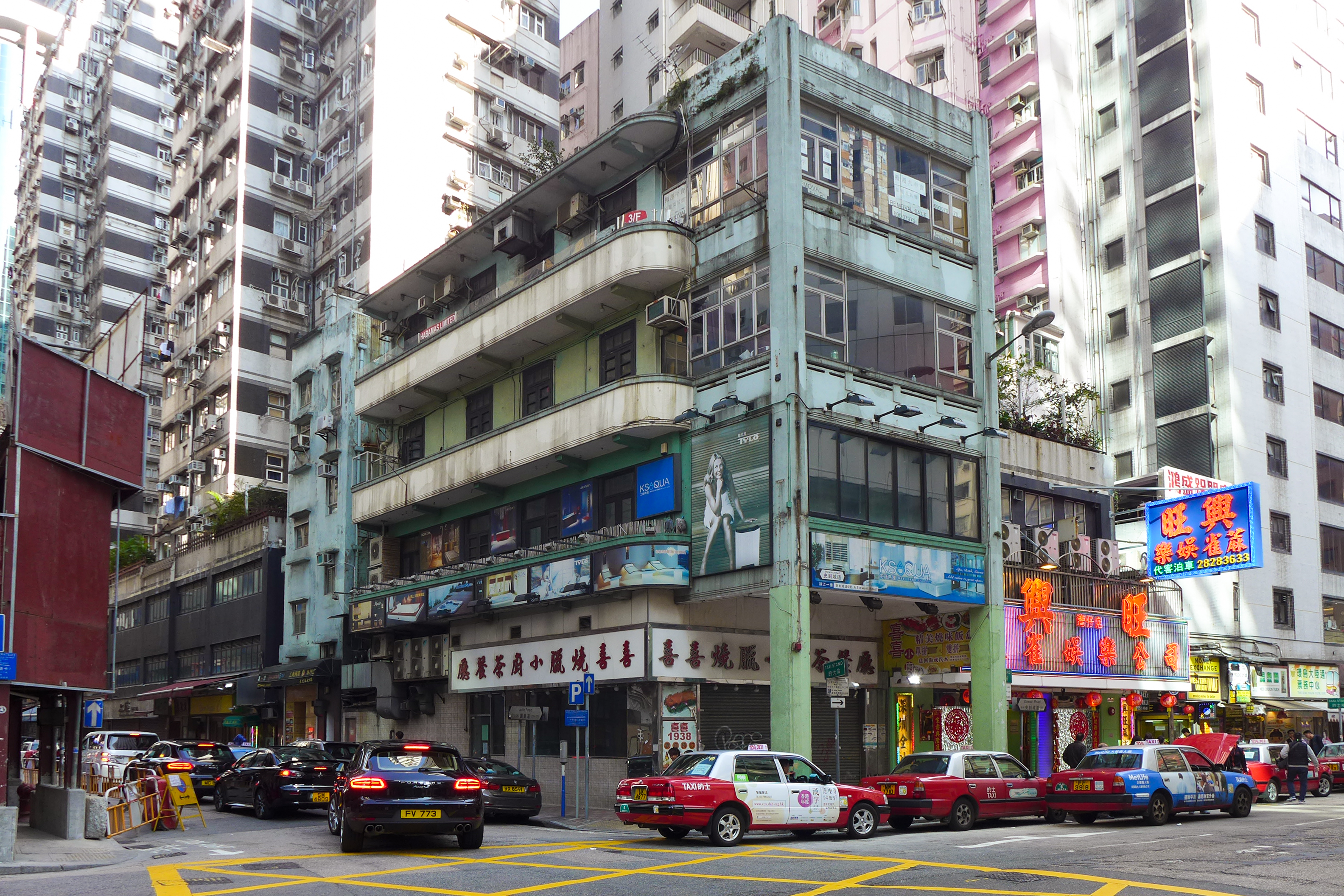
建於1930年代的史釗域道6號是全港島唯一直角轉角唐樓，同類型有太子道西、園藝街交界的轉角唐樓。2016年12月獲被評為三級歷史建築，但唐樓已被恒基及投資者收回，有機會被清拆

史釗域道（英語：Stewart Road）是香港島灣仔區的一條街，南北走向，北至灣仔北告士打道、灣景中心大廈與新鴻基中心處，南至灣仔軒尼詩道、莊士敦道德士古大廈油站處。

## 歷史
根據《南華早報》1929年6月17日的報道，當時新命名的史釗域道是紀念1843年至1844年間擔任庫務司（Colonial Treasurer）的史釗域（Charles Edward Stewart）。

## 鄰近
- 駱克道
- 杜老誌道
- 通利琴行
- 再興燒臘飯店
- 英皇集團中心

## 外部連結
- 香港地方：史釗域道碼頭（页面存档备份，存于）